# Miha Remec
Miha Remec [míha rémec], slovenski pisatelj in novinar, * 10. avgust 1928, Ptuj, † 29. avgust 2020, Ljubljana.
Remec je najplodovitejši slovenski pisatelj znanstvene fantastike. Drago Bajt ga v Vsevedniku postavlja ob bok Zamjatinu, Huxleyju in Orwellu, ki vsi predstavljajo prepoznavno smer ZF ustvarjanja, predvsem razmišljanje o svetu in njegovem redu kot antiutopiji, v preteklosti, sedanjosti in prihodnosti. 

## Življenje
Osnovno šolo je obiskoval na Ptuju, kasneje tudi gimnazijo, kjer so ga poučevali trije znani slovenski umetniki, in sicer Anton Ingolič slovenščino, France Mihelič risanje in Stanko Cajnkar verouk. 
Njegovo otroštvo je močno zaznamovala 2. svetovna vojna. Po nemški zasedbi Ptuja leta 1941 je gestapo zaprl in mučil njegovega očeta, pozneje pa je bila vsa družina izgnana v Srbijo, kjer je preživljala hude čase v pomanjkanju; ta čas je pisatelj popisal v romanu Veliki voz.
Po vrnitvi iz izgnanstva (1945) se je kot sedemnajstletni mladenič vključil v mladinsko gibanje in sodeloval v delovnih brigadah pri graditvi prog Brčko–Banovići, Šamac–Sarajevo in tovarne strojev v Beogradu. Po smrti očeta leta 1952 se je zaposlil kot dopisnik Ljudske pravice na Ptuju, po letu 1959 pa je postal novinar osrednjega slovenskega dnevnika Delo. Istega leta se je poročil in preselil v Ljubljano.
Remec je postavil zelo ostro mejo med časnikarstvom in pisateljevanjem. Časnikarstvo je jemal kot poklic, ki ga opravlja profesionalno in se v njem ne poskuša posebej uveljaviti. Vrsto humorističnih kolumn in glos piše v Delu, Tedenski tribuni in Slovenskih novicah pod psevdonimi, dolga leta dela pri časopisu v ozadju kot nočni urednik.
Ker je bil pogosto tarča kritikov, ki so mu, zlasti kadar je bilo govora o njegovi poeziji, očitali latovščino, pomanjkanje čustev in šepav jezik, je Remec ustvarjal tudi pod ženskim psevdonimom Irena Remrom.

## Delo
Njegov opus obsega prozo, poezijo in dramatiko. K tipiki Remčevih del spada odpor do vojne, do tehnike, erotika je gonilna sila človeškega preživetja, ekologija in fenomenologija časa in znanstvena fantastika. Avtor znanstvenofantastični žanr dojema kot način za razgrinjanje univerzalij o človekovem bistvu, njegovih upanjih, strahovih, ljubezni, stranpoteh in kesanjih. Fantastika se ves čas preliva v možno realnost, zgodbe pa govorijo predvsem o človekovi zmotljivosti, ki je brezmejna in brezčasna. Janez Majdič je v spremni besedi romana Iksia ali slovo živostrojnega človeka zapisal, da bi si Remec, če bi pisal v angleščini, najverjetneje zlahka priboril katero od uglednih nagrad za tak tip žanrskega pisanja. 

### Proza
Prozo je začel pisati v otroških letih. Na začetku je tematika vojna vihro in pomanjkanje. V sedemdesetih letih nastanejo antiutopični romani Votlina (1977), Prepoznavanje (1980) in Iksion (1981). Avtor z antiutopičnostjo oziroma antiapokaliptičnostjo npr. v romanu Iksia kaže človekovo potrebo po nadzorovanju drugih, po malikovanju in tribalizmu, ki nikakor noče pristati na božje razboženje, če pa se vendarle zgodi, poskuša praznino in strah pred neznanim na vsak način zapolniti z novim božanstvom in novim verovanjem. Konec osemdesetih let se je lotil političnofantastičnega romana (roman Zelena zaveza), sledile so znanstevenofantastične povesti in zgodbe.

### Poezija
V pesniški zbirki Pesmi iz levega žepa (1989) opisuje grozljivo doživetje porušenja sveta, tematizira izgnanstvo, lakoto, pobijanje, bombardiranje, rušenje mest. To so bile pesmi namenjene recitiranju ob tabornih ognjih, za petje delovnih brigad. Objavljene so bile v Mladinski reviji, Novem svetu in Novih obzorjih, kritika pa jih je postavljala za zgled mladim pesnikom. V šestdesetih letih je ustvarjal ljubezenske pesmi, ki so bile objavljene  v pesniški zbirki Otožne rože (2009) in leta 2011 v zbirki Zamolčani stihi, in so po nekaterih mnenjih še danes nekaj svežega, novega in privlačnega. Ob koncu leta 2012 je v samozaložbi izdal pesniško zbirko Pogrešanja, v kateri so njegove najnovejše pesmi, v katerih pesnik intimno nagovarja in se spominja ljudi, ki jih je v življenju imel in jih še vedno ima rad, obenem pa pesmi odsevajo človeško stisko v popredmetenem in razčlovečenem svetu.

### Dramatika
Z dramatiko se je ukvarjal v šestdesetih letih. Luč sveta je leta 1960 zagledala kmečka drama Mrtvi kurent, sledila je drama Srečni zmaji (1963). Ko pa je Slovensko narodno gledališče Drama Ljubljana v sezoni 1966–1967 postavilo na oder politično dramo Delavnica oblakov, kjer gre za ostro obsodbo povojne oblasti in revolucije, ki žre svoje otroke, se za Remca slovenski odri hermetično zapro. Neuprizorjeni tako ostanejo drama Kres ob Savici, Priklicevanje Nebov ter neizvedeni filmski in televizijski scenarij Odpoklic iz orbite, Izginjajoča Mana in Na robu Sonca.

## Nagrade
Miha Remec je prejemnik dveh častnih nagrad. Leta 1981 so mu v Zagrebu podelili častno nagrado Sfera za najboljši znanstvenofantastični roman Prepoznavanje, leta 1987 pa nagrado Sfera za najboljšo znanstvenofantastično zgodbo Pomnik za Evridiko.
Kljub temu, da je Remčev opus velik in da daje poseben pečat znanstvenofantastični zvrsti v slovenskem leposlovju, da je žel ugodne literarne kritike, ugodne odzive bralstva, da ga esejist Bajt postavlja ob bok Orwellu, v slovenski literarni zgodovini nima posebnega mesta. 

### Romani
- Sončni obrat (roman, 1969)
- Prepoznavanje ali bele vdove črni čas (roman, 1980)
- Iksion ali beg iz prikazovalnice (roman, 1981)
- Mana - Časovni zapiski časnikarja Jurija Jereba (roman, 1985)
- Veliki voz (roman, 1986)
- Lovec (roman, 1987)
- Nečista hči (roman, 1987)
- Zelena zaveza (roman, 1989)
- Trapanske kronografije (roman, 1995–1997)
- Iksia ali slovo živostrojnega človeka (roman, 2001)
- Iks ali velika samota Noetove barke (roman, 2006)
- Ostrostrelka (roman, 2008)
- Mitrejin koder (roman, 2011)
- Votlina ali Noč med novoslovenskimi polharji (roman, 1977)

### Druga proza
- Pravljica o srečnem kovaču (1938)
- Pripovedke iz Zmajskega gradu (pravljica, 1957)
- Kamen resnice (pravljica, 1959)
- Kodeljica v vesolju (pravljica, 1989)
- Smrt v kurentiji (povest, 1977)
- Zapiski odposlanca Zemlje (povest, 1991)
- Astralni svetilniki (zbirka kratkih zgodb, 1993)

### Poezija
- Otožne rože (zbirka pesmi, 1952–1957)
- Pesmi iz levega žepa (pesniška zbirka, 1981)
- Zamolčani stihi (zbirka pesmi, 2011)
- Pogrešanja (zbirka pesmi, 2012)

### Drame
- Mrtvi kurent (drama, 1959/1960)
- Srečni zmaji (drama,1962)
- Delavnica oblakov (drama, 1966/1967)
- Kuga plastionska (drama, 1975, uprizorjena 1994/95)
- Kres ob Savici (neuprizorjena drama, 1989)
- Priklicevanje Nebov (neuprizorjena drama)
- Na robu sonca (neizveden scenarij za TV igro, objavljen 1995)